# Mamer
Mamer je město v Lucembursku, leží 7 km západně od hlavního města Lucemburku. Má 9 730 obyvatel a je třináctým největším městem v zemi. Městem prochází dálnice z Lucemburku do Bruselu.
První písemná zmínka pochází z roku 960, město je ale starší, v sedmdesátých letech byly objeveny zbytky lázní z římské doby. Místní pamětihodností je zámek Mamer Schlass z roku 1830, který slouží od roku 2002 jako sídlo městské správy. V Mameru se nachází také kulturní dům Kinneksbond pro 480 návštěvníků a technické lyceum.

## Osobnosti
- Nicolaus Mameranus - dobrodruh a spisovatel, přítel císaře Karla V.
- Nicolas Frantz - cyklista, dvojnásobný vítěz Tour de France
- Josy Barthel - olympijský vítěz v běhu na 1500 metrů